# Terramuggus, Connecticut
Terramuggus, Connecticut (енгл. Terramuggus) насељено је место без административног статуса у америчкој савезној држави Конектикат.

## Демографија
По попису из 2010. године број становника је 1.025, што је 23 (-2,2%) становника мање него 2000. године.
| Група             | 2000.         | 2010.       |
| Белци             | 1.022 (97,5%) | 967 (94,3%) |
| Афроамериканци    | 2 (0,2%)      | 6 (0,6%)    |
| Азијати           | 10 (1,0%)     | 14 (1,4%)   |
| Хиспаноамериканци | 5 (0,5%)      | 12 (1,2%)   |
| Укупно            | 1.048         | 1.025       |